# 2003年4月逝世人物列表
2003年逝世人物列表：1月 - 2月 - 3月 - 4月 - 5月 - 6月 - 7月 - 8月 - 9月 - 10月 - 11月 - 12月
2003年4月逝世人物列表，是用于汇总2003年4月期间逝世人物的列表。

## 依日期排序

### 1日
- 布克·布拉德肖，61歲，美國唱片製作人，演員和摩城高管，心臟病發作。
- 勞埃德·布朗（Lloyd L. Brown），89歲，美國作家、活動家和勞工召集人。[1]
- 理查·卡德爾（Richard Caddel），53歲，英國詩人，出版商和編輯，英國詩歌復興的關鍵人物，白血病。[2]
- 張國榮，46歲，香港男歌手，自殺。[3]
- 馬塞爾·恩澤（Marcel Ernzer），77歲，盧森堡自行車手。[4]
- Jean-Yves Escoffier，52歲，法國電影攝影師，心力衰竭。[5]
- 斯文·霍爾姆伯格，85歲，瑞典演員。
- 羅伯特·萊文（Robert M. Levine），62歲，美國歷史學家和學者，癌症患者。[6]
- 渡邊睦裕，85歲，二戰期間的日本戰犯。
- 阿德里安·科內利斯·扎寧（Adriaan Cornelis Zaanen），89歲，荷蘭數學家，以關於里斯空間的著作而聞名。[7]

### 2日
- 西摩·弗裡德曼（Seymour Friedman），85歲，美國電影導演。
- 卡夫·戈勒斯坦（Kaveh Golestan），52歲，伊朗攝影記者和藝術家，地雷。[8]
- Terenci Moix，61歲，西班牙作家，肺氣腫。[9]
- 瓊·菲普森（Joan Phipson），90歲，澳大利亞兒童作家。
- György Révész，75歲，匈牙利編劇和電影導演。
- Harold S. Sawyer，83歲，美國政治家（美國密歇根州第五國會選區眾議員），喉癌。[10]
- 埃德溫·斯塔爾（Edwin Starr），61歲，美國靈魂歌手，心臟病發作。
- 塞庫·圖雷，68歲，象牙海岸足球運動員。
- 邁克爾·韋恩，68歲，美國電影製片人，約翰·韋恩的兒子，狼瘡併發症導致的心力衰竭。[11]

### 3日
- 荷馬·班克斯（Homer Banks），61歲，美國詞曲作者和唱片製作人（“（If Loving You Is Wrong）我不想是對的”），癌症。[12]
- 亞瑟·蓋頓（Arthur Guyton），83歲，美國生理學家，交通事故。[13]
- 斯科特·海恩（Scott Hain），32歲，美國罪犯，注射死刑。
- Gunadasa Kapuge，57歲，斯裡蘭卡音樂家，跌倒。

### 4日
- 安東尼·卡盧梭（Anthony Caruso），86歲，美國演員。[14]
- 弗雷德·庫克（Fred J. Cook），92歲，美國調查記者。[15]
- 伊扎特·加扎維（Izzat Ghazzawi），51歲，巴勒斯坦作家。
- 阿卜杜勒·卡迪爾（Abdul Kadir），54歲，印尼足球運動員，腎衰竭。
- 邁克爾·凱利，46歲，美國記者、專欄作家和雜誌編輯，與戰爭有關的車禍。[16]
- 赫尔穆特·克诺亨（Helmut Knochen），93歲，德國納粹官員，SiPo 和 SD 指揮官。[17]
- 比利·麥克菲爾，75歲，蘇格蘭足球運動員，阿爾茨海默病。
- J. Quigg Newton，91歲，美國律師和政治家。[18]
- Resortes，87歲，墨西哥喜劇演員，肺氣腫。
- 保羅·雷·史密斯（Paul Ray Smith），33歲，美國陸軍中士和榮譽勳章獲得者，在行動中陣亡。

### 5日
- 柯比·道爾（Kirby Doyle），70歲，美國詩人。[19]
- Seymour Lubetzky，104歲，美國編目理論家和圖書館員。[20]
- 弗雷德里克·基巴薩·馬利巴（Frédéric Kibassa Maliba），63歲，剛果民主共和國（DRC）政治家，心臟病發作。
- 費德里科·皮薩羅，76歲，阿根廷足球運動員。

### 6日
- 大衛·布魯姆，39歲，美國電視記者（NBC 新聞、今日週末），肺栓塞。[21]
- 安妮塔·柏格（Anita Borg），54歲，美國計算機科學家，宣導女性在計算機科學領域的進步，腦癌。[22]
- 何塞·埃米特裡奧·里瓦斯（José Emeterio Rivas），44歲，哥倫比亞電台記者，在公開指責地方官員腐敗、開槍后被殺。[23]
- 傑拉爾德·埃米特·卡特，91歲，加拿大羅馬天主教主教，多倫多大主教（1978—1990年）。
- Aleksandr Fatyushin，52歲，俄羅斯演員，肺炎。[24]
- 蘇珊·弗蘭奇（Susan French），91歲，美國女演員。[25]
- Leon Levy，77歲，美國投資者、基金經理和慈善家。[26]
- 妮可·洛羅（Nicole Loraux），59歲，法國古典雅典歷史學家。[27]
- 維克·梅特卡夫，81歲，英國足球運動員。[28]
- Babatunde Olatunji，75歲，非洲鼓手；錄製了 Drums of Passion，糖尿病。[29]
- 羅伯特·約翰·普拉特，96歲，加拿大喜劇演員和政治家。
- 特納涅沃克公主，91歲，衣索比亞皇室成員，海爾·塞拉西皇帝和梅嫩·阿斯法皇后的長子。

### 7日
- 99歲的法國鋼琴家兼教師塞西爾·德·布倫霍夫（Cecile de Brunhoff）創作了兒童讀物人物《大象巴巴爾》。[30]
- 大衛·格林，82歲，英國電視和電影導演，胰腺癌。[31]
- Jutta Hipp，78歲，德國裔美國爵士鋼琴家和作曲家，胰腺癌患者。[32]
- 莫里斯·库昂德特（Maurice Kouandété），70歲，貝南軍官和政治家。
- 胡裡奧·安吉塔·帕拉多（Julio Anguita Parrado），32歲，西班牙記者和戰地記者（El Mundo），導彈襲擊。[33]
- 羅賓·溫克斯（Robin Winks），72歲，美國教授、歷史學家、作家和外交官。[34]

### 8日
- 凱茜·布朗，72 歲，美國影視女演員（佩里·梅森、《硝煙》、《星際迷航》、《愛之船》）。[35]
- 派翠克·法尼·查凱帕，70歲，辛巴威羅馬天主教會主教，哈拉雷大主教（1976-2003）。[36]
- 查理斯·道格拉斯（Charles Douglass），93歲，墨西哥裔美國音響工程師，被認為是罐頭笑聲的發明者，肺炎。
- 迪·吉布森，79歲，美國籃球運動員。[37]
- 石井真木，66歲，日本當代古典音樂作曲家，癌症。[38]
- Spider Martin，64歲，美國攝影師，自殺。
- 弗朗茨·羅森塔爾（Franz Rosenthal），88歲，德裔美國闪米特语族教授。[39]
- Bing Russell，76歲，美國演員和棒球俱樂部老闆，癌症。[40]
- 在巴格达之战中陣亡的記者：[41]
  - 塔里克·阿尤布（Tareq Ayyoub），35歲，半島電視台的約旦記者，導彈襲擊。[42]
  - 何塞·庫索·佩爾穆伊（José Couso Permuy），37歲，西班牙攝影師，導彈襲擊。[43]
  - Taras Protsyuk，35歲，烏克蘭攝影師，坦克射擊。[44]

### 9日
- 厄爾·布蘭布萊特（Earl Bramblett），61歲，美國大屠殺犯，電刑處決。[45]
- Ray Murray，85歲，美國棒球運動員（克利夫蘭印第安人隊、費城田徑隊、巴爾的摩金鶯隊）。[46]
- Rod Navarro，67歲，菲律賓演員。
- 豪尔赫·奥泰萨（Jorge Oteiza），94歲，巴斯克西班牙雕塑家、畫家和作家。[47]
- 羅伯特·華萊士·威爾金斯（Robert Wallace Wilkins），96歲，美國醫學研究員。[48]
- 亞伯拉罕·扎布盧多夫斯基，78歲，墨西哥現代主義建築師（魯菲諾·塔馬約博物館，國家禮堂）。[49]
- Vera Zorina，86歲，挪威芭蕾舞演員，女演員和編舞（《The Goldwyn Follies》《星條旗的節奏》），中風。[50]
- 吴祖光，85歲，中國劇作家、電影導演和社會評論家，中風。

### 10日
- Abdul-Majid al-Khoei，40歲，伊拉克什葉派神職人員，被刺傷。[51]
- Chumy Chúmez，75歲，西班牙卡通幽默家，作家和電影導演，肝癌。[52]
- 蕾托·伊娃，59歲，美國流行歌手（The Loco-Motion），子宮頸癌。[53]
- 杰克·芬奇，72歲，美國編劇和記者。
- 阿托斯·弗雷德，85歲，芬蘭國際象棋選手，兩屆芬蘭國際象棋錦標賽冠軍（1947年、1955年）。
- 奧布里·鐘斯，91歲，英國政治家。
- 佛朗哥·瓦莱，63歲，義大利拳擊手（1964年夏季奧運會中量級拳擊銅牌）。[54]

### 11日
- 瓦西裡·巴爾卡（Vasyl Barka），94歲，烏克蘭裔美國詩人、作家和文學評論家。[55]
- 約翰·內維爾·艾略特，90歲，英國昆蟲學家。
- 塞西爾·霍華德·格林（Cecil Howard Green），102歲，美國商人，德州仪器（Texas Instruments）創始人。[56]
- 西迪克·曼祖爾（Siddiq Manzul），71歲，蘇丹足球運動員。
- 布萊恩·納爾遜（Brian Nelson），55歲，北愛爾蘭准軍事情報局局長，腦溢血。[57]
- 露西·薩羅揚，57歲，美國女演員和攝影師，肝硬化。

### 12日
- 克拉倫斯·布朗特，81歲，美國政治家。[58]
- 查理斯·簡威，60歲，美國免疫學家。[59]
- 西德尼·拉西克，80歲，美國電影演員（《飛越瘋人院》），糖尿病併發症。[60]
- 斯特凡·马特拉克，69歲，斯洛伐克足球運動員。[61]
- Chalom Messas，94歲，摩洛哥拉比和作家。

### 13日
- Farouk Afero，63 歲，巴基斯坦-印尼電影演員，癌症。
- 馬吉德·本·阿卜杜勒阿齊茲·阿勒沙特（Majid bin Abdulaziz Al Saud），64歲，沙特王子和沙特王室成員。
- 肖恩·德萊尼（Sean Delaney），58歲，美國音樂家，中風后併發症。
- Allen Eager，76歲，美國爵士男高音和中音薩克斯管演奏家，肝癌。[62]
- D. Gale Johnson，86歲，美國經濟學家，俄羅斯和中國問題專家。[63]
- 露西·塔克西斯·舒·梅裡特，96歲，美國古典考古學家。[64]
- 塔德伊·斯特布洛維奇長老，88歲，塞爾維亞東正教長老和作家。

### 14日
- 皮埃爾·蒲隆地奧克斯，81歲，法國賽艇運動員（1952年夏季奧運會男子四人無舵手銀牌）。[65]
- Al Epperly，84歲，美國棒球運動員（芝加哥小熊隊、布魯克林道奇隊）。[66]
- 艾迪·麥克菲爾，97歲，美國電影女演員。
- Jyrki Otila，61歲，芬蘭問答節目評委和歐洲議會議員。
- Milla Sannoner，64歲，義大利影視女演員。[67]

### 15日
- 貝蒂·巴斯科姆，88歲，英國女演員（《花園裡的一切》、《仙女的午後》、《旅途中的醫生》）。[68]
- Don Bunce，54歲，美式橄欖球四分衛（斯坦福大學，1972 年玫瑰碗 MVP）和骨科醫生，心臟病發作。[69]
- 愛琳·萊斯利·弗萊明（Erin Leslie Fleming），61歲，加拿大女演員，槍殺。
- 羅伯特·赫爾米克，66歲，美國奧會主席，心力衰竭。[70]
- Rebeca Iturbide，78歲，墨西哥裔美國女演員，胃腸道穿孔。
- 莫裡斯·拉普夫（Maurice Rapf），88歲，美國編劇和電影研究教授。[71]
- Franco Scandurra，91歲，義大利演員。
- 倫納德·托斯（Leonard Tose），88歲，美國體育主管，費城老鷹隊老闆（1969—1985年）。[72]
- 基思·沃爾溫（Keith Walwyn），47歲，基蒂蒂安足球運動員，心臟手術併發症。
- 西奧多·魏斯（Theodore Weiss），86歲，美國詩人、教授和文學雜誌編輯。[73]

### 16日
- 傑克·多諾霍（Jack Donohue），71歲，美籍加拿大籃球教練。
- 岩淵功，69歲，日本足球運動員。
- 格雷厄姆·賈維斯（Graham Jarvis），72歲，美國電影和電視中的加拿大演員，多發性骨髓瘤。[74]
- 撒母耳·勒弗拉克（Samuel J. LeFrak），85歲，美國房地產大亨。[75]
- 雷·門多薩，73歲，墨西哥職業摔跤手，腎衰竭。
- 莉莉·穆拉蒂（Lili Muráti），88歲，匈牙利電影和舞臺女演員。
- 丹尼·奧迪（Danny O'Dea），91歲，英國演員。
- 朱厄爾·楊，90歲，美國籃球運動員（普渡大學、印第安那波利斯考茨基隊、奧什科什全明星隊）。[76]

### 17日
- 馬里奧·桑多瓦爾·阿拉爾孔，79歲，瓜地馬拉政治家。
- 罗伯特·阿特金斯，72歲，美國營養學家（阿特金斯飲食），自殺。[77]
- HB Bailey，66歲，美國 NASCAR 車手，心臟病發作。[78]
- Jean-Pierre Dogliani，60歲，法國足球運動員。[79]
- 小約翰·保羅·蓋蒂（John Paul Getty Jr.），70歲，英國慈善家和藏書家，胸部感染。
- 厄尔·金，69歲，美國藍調音樂家／詞曲作者，糖尿病併發症。[80]
- 今藤幸治，30歲，日本足球運動員。
- Yiannis Latsis，92歲，希臘航運大亨。
- 王保林，81歲，馬來亞/新加坡羽毛球運動員。
- 约瑟夫·谢尔，67歲，比利時生物學家。[81]
- 希爾德·塞薩克（Hilde Sessak），87歲，德國女演員。[82]
- 格雷厄姆·斯圖爾特·湯瑪斯（Graham Stuart Thomas），94歲，英國園藝藝術家，作家和園林設計師。
- 78歲的英國認知心理學家彼得·卡思卡特·沃森（Peter Cathcart Wason）創立了推理心理學研究。[83]
- 谢尔盖·尤申科夫，52歲，俄羅斯政治家，俄羅斯議會議員，弗拉基米爾·普京總統的批評者，殺人罪。[84]

### 18日
- Rudolf Brunnenmeier，62歲，德國足球運動員，酒精相關問題。[85]
- 埃德加·科德，79歲，英國計算機先驅，心力衰竭。[86]
- Jean Drucker，61歲，法國電視台高管，心臟病發作。[87]
- 基里爾·戈斯波迪諾夫，68歲，保加利亞舞臺和電影演員。
- 托尼·哈根，85歲，瑞士地質學家。
- 埃米爾·洛蒂亞努（Emil Loteanu），66歲，蘇聯和摩爾多瓦電影導演。[88]
- 迭戈·羅奇尼（Diego Ronchini），67歲，義大利公路賽車手。[89]
- 阮廷詩，78歲，越南作家、詩人和作曲家。
- 胡安·包蒂斯塔·比利亞爾巴，78歲，巴拉圭足球運動員。

### 19日
- 米爾扎·塔希爾·艾哈邁德（Mirza Tahir Ahmad），74歲，巴基斯坦艾哈邁迪亞穆斯林運動的精神領袖。[90]
- 喬莉·阿特金斯，89歲，美國舞蹈家和編舞家，胰腺癌。[91]
- Nazeh Darwazi，巴勒斯坦自由攝影師，被以色列士兵拍攝。[92]
- 鄧尼斯·拉姆斯登，51歲，英國奧運短跑運動員。
- 奧雷利奧·薩巴塔尼（Aurelio Sabattani），90歲，羅馬天主教會的義大利紅衣主教。[93]
- 克裡斯·扎卡里，59歲，美國棒球運動員（休斯頓柯爾特.45秒/太空人隊，聖路易斯紅雀隊，底特律老虎隊），癌症。[94]

### 20日
- 黛比·巴勒姆（Debbie Barham），26歲，英國喜劇作家，神經性厭食症患者。[95]
- 约翰尼·道格拉斯（Johnny Douglas），82歲，英國音樂家。[96]
- 倫·杜克明（Len Duquemin），78歲，英國足球運動員。[97]
- 泰迪·愛德華茲（Teddy Edwards），78歲，美國爵士男高音薩克斯管演奏家，前列腺癌。[98]
- 加藤大治郎，26歲，日本大獎賽摩托車公路賽車手，賽車事故。
- 伯纳德·卡茨，92歲，德英諾貝爾獎得主生物物理學家。[99]
- 亨利·勒梅特（Henri Lemaître），81歲，比利時羅馬天主教會主教。
- 理查·普羅內克（Richard Proenneke），86歲，美國博物學家，環保主義者和作家，腦出血。[100]
- 伯特倫·羅斯（Bertram Ross），82歲，美國舞蹈家和編舞家。[101]
- 科爾·韋斯頓（Cole Weston），84歲，美國攝影師。[102]

### 21日
- 羅伯特·布萊克本，82歲，美國藝術家和版畫家，美國最重要的美術平版畫家之一。[103]
- Balwant Gargi，86歲，印度劇作家、戲劇導演和短篇小說作家。[104]
- Nina Simone，70歲，美國爵士歌手，被稱為“靈魂高級女祭司”，乳腺癌。[105]

### 22日
- 菲利斯·布萊恩特（Felice Bryant），77歲，美國詞曲作者（《Bye Bye Love》、《Wake Up Little Susie》、《Raining in My Heart》）。[106]
- 詹姆斯·克裡奇菲爾德（James H. Critchfield），86歲，冷戰期間的美國中央情報局特工，胰腺癌。[107]
- 瑪莎·格裡菲斯（Martha Griffiths），91歲，美國國會女議員和女權活動家。[108]
- 安德里亞·金，84歲，美國女演員。[109]
- Ola H. Kveli，81歲，挪威政治家。
- 迈克·拉腊比，69歲，美國運動員，1964年夏季奧運會兩枚金牌，胰腺癌。[110]
- 倫·裡德（Len Reid），86歲，澳大利亞戰鬥機飛行員和政治家。
- Fred Schaub，42歲，德國足球運動員，車禍。[111]
- 尤里·沃伊諾夫，71歲，蘇聯和烏克蘭足球運動員兼經理。[112]
- 瑪麗亞·懷恩（Maria Wine），90歲，瑞典-丹麥詩人和作家。

### 23日
- 艾布拉姆·柏格森，89歲，美國經濟學家。[113]
- 吉姆·布朗，72歲，美國籃球運動員（芝加哥雄鹿隊，丹佛掘金隊）。[114]
- Hansgeorg Bätcher，89歲，二戰期間德國空軍轟炸機王牌。
- Fernand Fonssagrives，93歲，法國攝影師。[115]
- 雷蒙德·加勒（Raymond Galle），89歲，法國舞臺和電影演員。[116]
- 蓋伊·芒特福特（Guy Mountfort），97歲，英國廣告主管和鳥類學家。[117]
- 奧斯汀·賴特，80歲，美國小說家、文學評論家和學者。

### 24日
- 鮑勃·鄧恩（Bob Dunn），56歲，英國保守黨政治家。[118]
- Nüzhet Gökdoğan，92歲，土耳其天文學家、數學家和學者。
- 尤里·霍洛波夫，70歲，俄羅斯音樂學家和教育家。
- 吉諾·奧蘭多，73歲，巴西足球運動員，心臟驟停。
- 貝魯斯·斯莫利（Belus Smawley），85歲，美國籃球運動員（阿巴拉契亞州立大學、聖路易斯轟炸機隊、巴爾的摩子彈隊）和教練。[119]
- Fuzz White，86歲，美國棒球運動員（聖路易士布朗隊、紐約巨人隊）。[120]

### 25日
- 維克多·布舒耶夫，69歲，蘇聯舉重運動員（1960年夏季奧運會男子羽量級舉重金牌）。[121]
- 林恩·查德威克（Lynn Chadwick），88歲，英國雕塑家和藝術家。[122]
- 海梅·席爾瓦·戈麥斯（Jaime Silva Gómez），67歲，哥倫比亞足球運動員。[123]
- 泰德·鐘斯，74歲，美國爵士詩人，小號手和畫家，糖尿病患者。[124]
- 薩姆森·基圖爾（Samson Kitur），37歲，肯亞運動員，奧運獎牌得主。[125]
- 安德列·佩羅丁（André Perraudin），88歲，瑞士羅馬天主教主教。[126]
- 鮑里斯拉夫·久羅維奇，51歲，黑山足球運動員。

### 26日
- 伯恩哈德·拜尔，90歲，德國水球運動員（1936年夏季奧運會男子水球銀牌）。[127]
- 罗斯玛丽·布朗（Rosemary Brown），72歲，加拿大政治家（NDP），第一位當選省議會議員的黑人女性，心肌梗塞，心臟病發作。[128]
- 穆罕默德·加扎利（Mohammed Ghazali），78歲，巴基斯坦空軍軍官和板球運動員。[129]
- 六友堂，18歲，韓國LGBT詩人、作家和活動家，自殺。
- 大衛·拉文德，93歲，美國歷史學家和作家。[130]
- 丹尼·拿破侖，61歲，美國棒球運動員（紐約大都會隊）。[131]
- 愛德華·馬克斯·尼科爾森（Edward Max Nicholson），98歲，英國環保主義者，世界自然基金会（World Wildlife Fund）創始人之一。[132]
- 彼得·斯通，73歲，美國編劇（《猜謎遊戲》、《鵝爸爸》，1776 年），奧斯卡和托尼獎得主，肺纖維化。[133]

### 27日
- Peter M. Bowers，84歲，航空工程師、記者和航空歷史學家。
- 愛德華·蓋洛德（Edward Gaylord），83歲，美國商人，媒體大亨和慈善家，癌症。
- 愛德華·洛伊登（Edward Loyden），79歲，英國政治家。
- Piet Roozenburg，78歲，荷蘭選秀球員。
- 伊萊恩·安德森·斯坦貝克（Elaine Anderson Steinbeck），88歲，美國女演員和百老匯舞臺經理，約翰·斯坦貝克（John Steinbeck）的妻子。[134]
- 多蘿西·索勒（Dorothee Sölle），73歲，德國解放神學家，心臟病發作。[135]
- 尤哈·蒂艾宁，47歲，芬蘭鏈球運動員和奧運冠軍，肺炎。[136]

### 28日
- Ira Herskowitz，56歲，美國噬菌體和酵母遺傳學家，胰腺癌。[137]
- Ciccio Ingrassia，80歲，義大利演員，喜劇演員和電影導演，心臟病發作。[138]
- 卡梅洛·莫拉萊斯（Carmelo Morales），72歲，西班牙賽車手。[139]
- André Muhirwa，蒲隆地政治家和總理。[140]
- Charlie Tolar，65歲，美國橄欖球運動員。[141]

### 29日
- 羅恩·巴克萊（Ron Barclay），88歲，紐西蘭政治家（紐西蘭新普利茅斯議會議員）。[142]
- 扬科·博贝特科（Janko Bobetko），84歲，克羅埃西亞將軍，被譽為克羅埃西亞的英雄，但被聯合國指控犯有戰爭罪。[143]
- 約翰·吉伯特·赫斯特（John Gilbert Hurst），75歲，英國考古學家，中世紀考古學先驅。
- Etti Plesch，89歲，奧匈帝國伯爵夫人、女獵手、賽馬主人和社交名媛。
- 瓦西里·托尔斯季科夫，85歲，蘇聯外交官和共產黨官員。
- 傑里·威廉姆斯（Jerry Williams），79歲，美國電臺主持人，脫口秀電臺的先驅。[144]

### 30日
- Gbenga Adeboye，43歲，奈及利亞歌手、喜劇演員和電臺主持人，患有腎臟相關疾病。[145]
- 斐迪南德·比爾（Ferdinand P. Beer），87歲，法裔美國機械工程師和大學教授。[146]
- 帕森·伯恩，47歲，紐西蘭拉力賽車手，賽車事故。[147]
- Aureliano Chaves，74歲，巴西政治家。
- 克裡斯·克勞（Chris Crowe），63歲，英國足球運動員。[148]
- 瓦西裡·德赫萊努，92歲，羅馬尼亞足球運動員。
- 萊昂內爾·威爾遜（Lionel Wilson），79歲，美國配音演員，有聲讀物讀者和兒童作家，肺炎。[149]